# 髙田恒
髙田 恒（たかだ ひさし）は日本の自治官僚。消防庁次長等を経て、全国町村議会議長会事務総長や、全国危険物安全協会理事長を務めた。

## 来歴
1973年一橋大学経済学部卒業、自治省入省。消防庁次長、全国町村議会議長会事務総長、全国危険物安全協会理事長、日本防災士機構理事長等を経て、日本防災士機構顧問。

## 略歴
- 1973年4月 自治省入省[2]
- 1990年6月 札幌市財政局長
- 1992年4月 国土庁地方振興局特別地域振興課長
- 1992年10月 国土庁土地局土地情報課長
- 1994年7月 消防庁防災課長
- 1996年4月 地方職員共済組合地方共済事務局長
- 1998年6月 自治省大臣官房会計課長
- 1999年4月 公営企業金融公庫総務部長
- 2001年4月 消防庁審議官
- 2001年7月 消防庁次長[2]、消防大学校長事務取扱
- 2002年2月 退官
- 2005年4月 全国町村議会議長会事務総長[2]
- 2007年6月 ナイス監査役[2]
- 2012年8月 富国生命保険顧問[2]
- 2013年4月 全国危険物安全協会理事長[2]
- 2013年7月 消防防災科学センター理事長[2]
- 2018年6月 日本防災士機構理事長[5]
- 2020年4月 瑞宝中綬章受章[6]
- 2021年6月 日本防災士機構副会長
- 2023年6月 日本防災士機構顧問